# Jessie Duarte
Yasmin "Jessie" Duarte (Johannesburgo, 19 de septiembre de 1953 - Johannesburgo, 17 de julio de 2022) fue una activista sudafricana antiapartheid. Militante del Congreso Nacional Africano (CNA), fue asistente de Nelson Mandela.

## Actividad política
Organizó el sector femenino del CNA en la década de 1970 y 1980. Cuando Mandela fue presidente, ella fue su asistente durante toda la presidencia. De 1999 a 2003 fue embajadora de Sudáfrica en Mozambique.
Ocupaba el cargo de subsecretaria del CNA, desde el 2012, cargo del que debió tomar licencia a partir de un cáncer que le afectaba. Falleció el 17 de julio de 2022 de aquella enfermedad.